# Macedonia ai Giochi della XXXI Olimpiade
La Macedonia ha partecipato ai Giochi della XXXI Olimpiade, che si sono svolti a Rio de Janeiro, Brasile, dal 5 al 21 agosto 2016.

## Atletica
- 100 m maschili - 1 atleta (Riste Pandev)
- 400 m ostacoli femminili - 1 atleta (Drita Islami)

## Judo
- 63 kg femminili - 1 atleta (Katerina Nikoloska)

## Nuoto
- 200 m misti maschili - 1 atleta (Marko Blaževski)
- 200 m stile libero femminili - 1 atleta (Anastasia Bogdanovski)

## Tiro
- Carabina 10 metri aria compressa femminile - 1 atleta (Nina Balaban)